# IC 3325
IC 3325 ist eine Balken-Spiralgalaxie vom Hubble-Typ SABb pec? im Sternbild Coma Berenices am Nordsternhimmel. Sie ist schätzungsweise 893 Millionen Lichtjahre von der Milchstraße entfernt.
Das Objekt wurde am 23. März 1903 vom deutschen Astronomen Max Wolf entdeckt.